# Ptolemaios Memphites
Ptolemaios Memphites (altgriechisch Πτολεμαῖος ὁ Μεμφίτης Ptolemaíos ho Memphítēs; * 144 oder 143 v. Chr. in Memphis (Ägypten); † 130 v. Chr. auf Zypern) war der Sohn des ägyptischen Königs Ptolemaios VIII. und dessen Schwestergemahlin Kleopatra II. Er wurde wohl 142 v. Chr. zum Thronerben ernannt, aber 130 v. Chr. von seinem Vater im Zuge von dessen Streitigkeiten mit Kleopatra II. hingerichtet.

## Leben
Ptolemaios Memphites kam bald nach der 145/144 v. Chr. erfolgten Heirat seiner Eltern zur Welt, wahrscheinlich entweder in der zweiten Hälfte des Jahres 144 v. Chr. oder 143 v. Chr. Seine Geburt fand jedenfalls laut dem griechisch-sizilischen Historiker Diodor zur Zeit der Krönung seines Vaters nach ägyptischem Ritus in der alten Hauptstadt des Nillandes, Memphis, statt. Nach dem Geburtsort nannte Ptolemaios VIII. seinen Sohn Memphites. Ansonsten wird dieser Königssohn von den antiken Autoren ohne Angabe seines Namens erwähnt. Aufgrund von mit großer Wahrscheinlichkeit auf ihn zu beziehenden Inschriften und Reliefs steht aber praktisch fest, dass er auch den üblichen dynastischen Namen Ptolemaios führte. So ist er wohl mit dem auf der östlichen Außenwand des Naos des Horus-Tempels zu Edfu dargestellten Kind zu identifizieren, das dort gemeinsam mit Ptolemaios VIII. und dessen Schwestergemahlin Kleopatra II. abgebildet ist und als Thronerbe tituliert wird. Da die Einweihung des Tempels am 10. September 142 v. Chr. erfolgte, muss Ptolemaios Memphites vor diesem Zeitpunkt zum Kronprinzen erhoben worden sein. Sein Kultname wird auf dem erwähnten Relief als Theos Euergetes (= „wohltätiger Gott“) angegeben. Ferner stellt das auf der Westwand des gleichen Tempels zusammen mit Ptolemaios VIII. und Kleopatra II. abgebildete Kind vermutlich Ptolemaios VII. dar. Dieser war wohl der jüngere Sohn von Ptolemaios VI. und Kleopatra II. und damit ein Halbbruder des Ptolemaios Memphites.
Trotz der Ernennung zum Thronerben ist es sehr unsicher, ob Ptolemaios Memphites jemals auch zum Mitregenten seines Vaters erhoben wurde. Die aufgrund der zweiten Heirat Ptolemaios’ VIII. mit Kleopatra III., der jüngeren Tochter seiner Schwestergemahlin Kleopatra II. und seines Bruders Ptolemaios VI., ausgelösten Spannungen waren wohl der Grund für den knapp ein Jahrzehnt später ausgebrochenen ptolemäischen Bürgerkrieg. Aufgrund eines damit in Zusammenhang stehenden Volksaufstandes musste Ptolemaios VIII. 130 v. Chr. aus Alexandria fliehen und zog sich nach Zypern zurück, während Kleopatra II. nun die Kontrolle über die Hauptstadt ausüben konnte. Nach dem Bericht des wohl im 2. oder 3. Jahrhundert n. Chr. lebenden Historikers Iustinus nahm Ptolemaios VIII. auf seiner Flucht Kleopatra III. und seinen Sohn von Kleopatra II. mit, ließ dann seinen „ältesten Sohn“ aus Kyrene holen und ermorden, um ihn als möglichen Mitregenten Kleopatras II. auszuschalten, und brachte schließlich als Reaktion auf das Umstürzen seiner Statuen durch die Alexandriner auch seinen Sohn von Kleopatra II. um, den er noch dazu verstümmeln ließ.
Da nach der Veröffentlichung eines neuen Papyrus (1997) und dessen Interpretation durch M. Chauveau (2000) festzustehen scheint, dass Ptolemaios VII. nicht wie bisher angenommen bereits 145/144 v. Chr. ermordet wurde, könnte er nach einer neuen Theorie von Ptolemaios VIII. adoptiert worden und identisch mit jenem „ältesten Sohn“ sein, den Ptolemaios VIII. laut Iustinus aus Kyrene zu sich holen und töten ließ. Dann wäre die bislang vorherrschende Meinung hinfällig, dass jener aus Kyrene nach Zypern geholte Prinz vielmehr Ptolemaios Memphites gewesen sei.
Jedenfalls steht fest, dass der etwa 14-jährige Ptolemaios Memphites sich bei seinem Vater befand, nachdem dieser von Alexandria nach Zypern geflohen war. Obwohl Memphites anscheinend von seiner Mutter abrückte und Kleopatra III. in einer Weihinschrift als „Königin Kleopatra Euergetis, meines Vaters Gattin, meine Base“ ehrte, wurde er auf Befehl seines Vaters hingerichtet, nachdem dieser von der Vernichtung seiner Statuen und der Anerkennung Kleopatras II. als alleiniger Königin durch die Alexandriner erfahren hatte. Ptolemaios VIII. ließ seinem getöteten Sohn den Kopf und die Gliedmaßen abtrennen und dessen sterblichen Überreste in einer Kiste verpackt in den Königspalast von Alexandria zu Kleopatra II. gerade in der Nacht vor deren Geburtstag schicken. Mit dieser grausamen Vorgangsweise konnte der König die Alexandriner und seine Schwestergemahlin aber nicht einschüchtern. Letztere ließ den zerstückelten Leichnam ihres Sohnes dem Volk zeigen und erregte so dessen Zorn. Sogar in Rom wurde die Ermordung des jungen Königssohns in einer Senatsdebatte des Jahres 130 v. Chr. besprochen.
Kleopatra II. musste 129/128 v. Chr. vor den Truppen ihres Bruders Ptolemaios VIII. aus Ägypten nach Syrien flüchten, versöhnte sich aber 124 v. Chr. mit ihm und ihrer Tochter Kleopatra III. wenigstens äußerlich. Im Zuge eines umfassenden Amnestie-Erlasses 118 v. Chr. durch Ptolemaios VIII. wurde ein von diesem ermordeter Kronprinz posthum rehabilitiert und als Theos Neos Philopator (= „junger vaterliebender Gott“) in den dynastischen Kult aufgenommen. Dieser Kronprinz war wohl Ptolemaios Memphites und nicht, wie früher vermutet, Ptolemaios VII.